# Hermann-Bernhard Ramcke
Hermann-Bernhard "Gerhard" Ramcke (24 de janeiro de 1889 — 4 de julho de 1968) foi um General Alemão que lutou durante a Segunda Guerra Mundial. Foi comandante da lendária Brigada Paraquedista Ramcke que combateu em Creta e na África do Norte. Recebedor da Cruz de Cavaleiro com Espadas, Folhas de Carvalho e Diamantes, considerado uma das pessoas mais condecoradas da Alemanha.
Ramcke nasceu em Schleswig, oriundo de uma família de camponeses.

## Carreira
Em 1905 ingressou na Marinha Imperial Alemã. Durante a Primeira Guerra Mundial lutou em Flandres com as tropas de Infantaria . Em 1914 foi condecorado com a Cruz de Ferro de Segunda Classe e mais tarde com a de Primeira Classe. Após uma ação defensiva contra três ataques Britânico, foi condecorado com a Cruz de Mérito Prussiana, a mais alta condecoração dada a Sargentos nas Forças Imperiais Alemã, sendo logo promovido a sub-oficial.
Em 1918, recebeu a promoção de Tenente de Infantaria da Marinha(Leutnant) , antes do final da guerra, chegaria ao posto Primeiro Tenente(Oberleutnant).
Em 1919, lutou contra os bolcheviques no Báltico como membro do chamado "Exército Russo do Ocidente" (composta principalmente de veteranos alemães).
Ramcke permaneceu no Reichswehr durante o período da República de Weimar. Após a transição para Wehrmacht, já no comando do Terceiro Reich, em 1937, foi promovido a Tenente-Coronel (Oberstleutnant).
Em 19 de julho de 1940, Ramcke foi transferido para o 7ª Fliegerdivision (Divisão Aérea), sob o comando do General Kurt Student, sendo, depois promovido a Oberst(Coronel). Na sequência concluiu com sucesso o curso de capacitação como Paraquedista, arma que o levaria a participar da Segunda Guerra Mundial com destaque.
Em maio de 1941 juntamente com a Divisão Stab, ajudou a planejar e também participou da Operação Mercúrio, o ataque aéreo em Creta, como comandante das unidades de elite Fallschirmjäger (Brigada de Paraquedistas).

## Afrika Korps

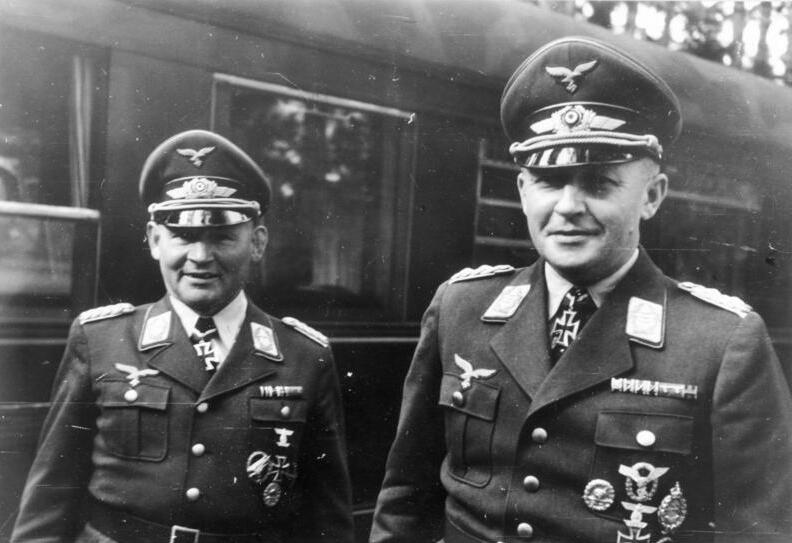
Ramcke e Kurt Student(1941/42)

Após a bem sucedida, mas dispendiosa, vitória em Creta, o que sobrou das suas Brigadas foram realocadas e disponibilizadas para compor parte do contingente do Afrika Korps. Em 1942, com uma nova definição de Fallschirmjäger-Brigada Afrika foram enviados para o Norte da África para se juntar ao General Erwin Rommel.
Em julho de 1942, apoiou a ofensiva em direção ao Canal de Suez, mas, quando a ofensiva fracassou os Fallschirmjäger entraram  em combate mantendo o flanco do Afrika Korps em El Alamein. Durante os ataques britânicos em El Alamein a orientação de Rommel era de não entrarem diretamente em combate, mas logo seriam envolvidos nos duros contra-ataques britânicos.
Durante a retirada do Afrika Korps, a Brigada acabou sendo cercada e considerada perdida pelo Alto Comando Alemão, uma vez que não tinham nenhum transporte mecanizado (sua característica de combate era o de infantaria). Ao invés de render-se, Ramcke conduziu suas tropas para fora do cerco britânico e rumou para oeste, perdendo cerca de 450 homens durante a retirada.
Entretanto, acabaram cruzando com uma linha de suprimentos britânico, os quais foram capturados. Este ataque lhes rendeu uma enorme quantidade de alimentos, tabaco e munições, além dos caminhões utilizados para transporte da brigada. Por esta manobra militar,  Ramcke foi enviado de volta à Alemanha, onde foi agraciado com as Folhas de Carvalho para a Cruz de Cavaleiro
Em 1943 Ramcke, agora um Generalleutnant, assumiu o comando da 2 ª Divisão Fallschirmjäger. Esta divisão seria direcionada para Itália, reforçando as tropas alemães que lá estavam. Sua principal função era assegurar que a Itália não trocasse de lado, ou seja, juntar-se aos Aliados. Quando a Itália assinou o armistício com os Aliados, em 8 de setembro de 1943, a divisão, juntamente com outras unidades alemãs, prepararam-se para assumir o controle do país. Ramcke levou a sua divisão em um assalto à Roma, e assegurou a cidade por dois dias, até que a retirada foi ordenada.

## Prisioneiro de Guerra
No desembarque aliado na França em 6 de Junho de 1944 (Dia D) , 2 ª Divisão Fallschirmjäger foi enviada à região Bretanha da França, e assumiu a defesa de Brest, mantendo a posição de 11 de Agosto a 19 de Setembro. Durante os duros combates travados com as forças aliadas desembarcadas, ficou insustentável manter a posição e a guarnição acabou se rendendo em 19 de setembro.
Ramcke foi enviado para os Estados Unidos como um prisioneiro de guerra e mais tarde para Inglaterra e França. Enquanto prisioneiro de guerra no acampamento de Clinton, Mississippi, escreveria uma carta protestando contra o Plano Morgenthau, no qual via como uma tentativa de impor tratamento severo sobre a Alemanha (como tinha acontecido após a I Guerra Mundial).
Em 1951 Ramcke foi acusado de crimes de guerra na França, mas ele conseguiu escapar do cativeiro fugindo para a Alemanha. Ele voltaria voluntariamente à França, sendo condenado a 5 anos de prisão por um tribunal francês, mas devido ao tempo serviço prestado foi libertado  3 meses depois.
Uma das testemunhas de defesa em seu julgamento, foi nada menos que o  Major-General Americano Troy Middleton, comandante do  VIII Corpo de Exércitos, que combatera na Normandia.